# Dikasterium pro nauku víry
Dikasterium pro nauku víry (latinsky Dicasterium pro doctrina fidei) je jedním z šestnácti dikasterií římské kurie. Sídlí v paláci Svatého oficia v Římě. Bylo založeno, aby pomáhala chránit katolickou církev proti herezi, a v současnosti je jejím hlavním úkolem dohlížet na dodržování katolické doktríny ve věcech víry a mravů. Navazuje na činnost kongregace římské a obecné inkvizice, založené roku 1542, v roce 1908 přetvořené na Posvátnou kongregaci Svatého oficia a v r. 1965 přetvořené na Kongregaci pro nauku víry. V roce 2022 přejmenováno na Dikasterium pro nauku víry.

## Vznik

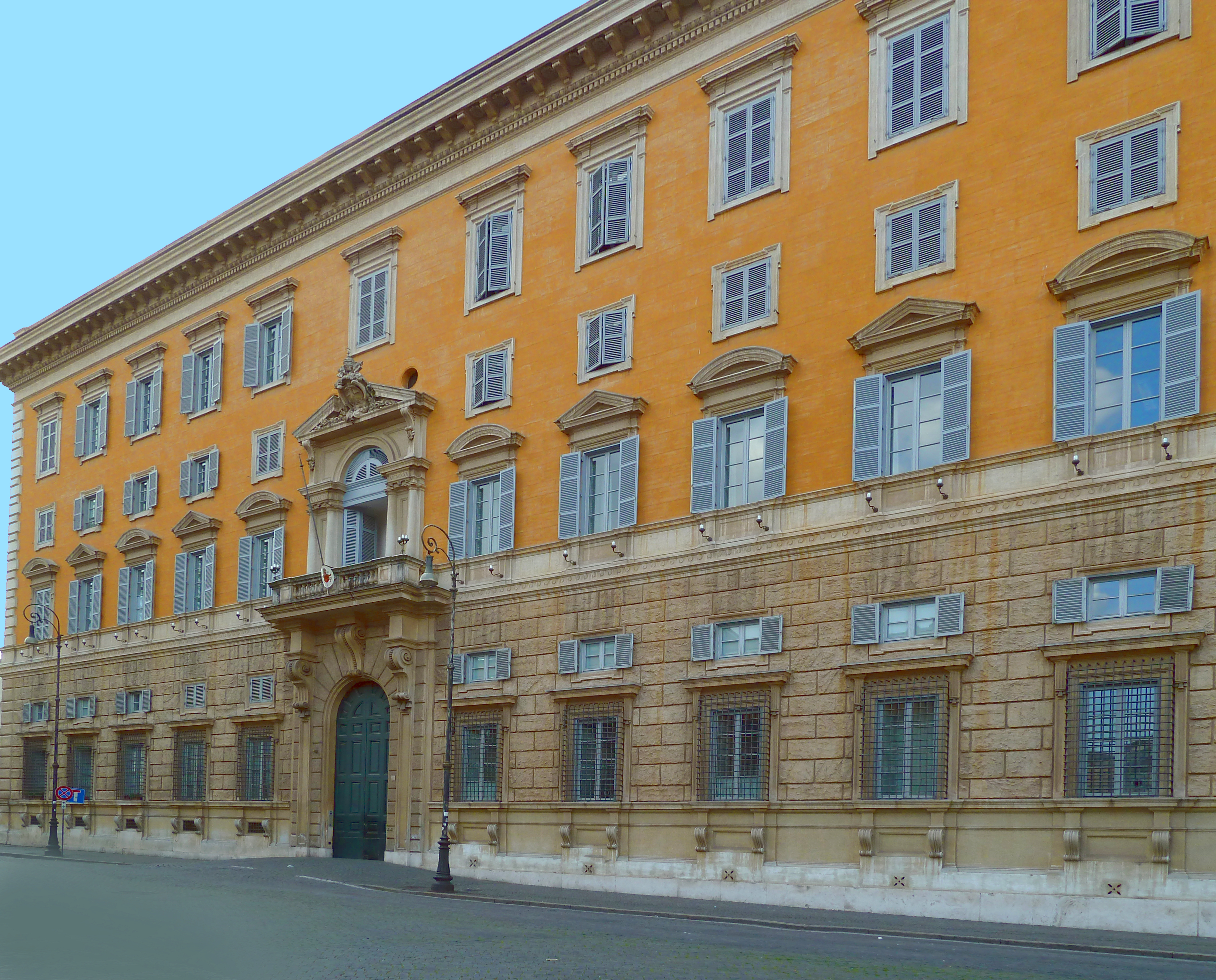
Congregatio pro Doctrina Fidei

Kongregace pro nauku víry vznikla ke konci Druhého vatikánského koncilu, když Pavel VI. motu proprio Integrae servandae reorganizoval celou římskou kurii a její strukturu a dal kongregaci nový název (1965), který měla až do r. 2022. Jan Pavel II. pak stanovil jako úkol kongregace ve své apoštolské konstituci Pastor bonus o římské kurii „povzbuzovat a chránit v celé katolické církvi nauku ve věcech víry a mravů“.
Kongregace je považována za nejstarší kongregaci v kurii, neboť je pokračovatelkou Kongregace římské a všeobecné inkvizice (známé též jako římská inkvizice, 1542–1908) a její nástupkyně Posvátné kongregace Svatého oficia (Sacra congregatio sancti Officii, 1908–1965, v niž římskou inkvizici v roce 1908 zreformoval Pius X.).
Papež František apoštolskou konstitucí Praedicate Evangelium k 5. červnu 2022 změnil název této organizace na „Dikasterium pro nauku víry“.

## Struktura
Dikasterium se skládá z 25 členů – kardinálů, arcibiskupů a biskupů a zabývá se věroučnými otázkami; jeho vyjádření reagují často na teologické diskuse. Součástí dikasteria, coby poradní orgán, je i Mezinárodní teologická komise.
Od 25. listopadu 1981 do svého zvolení papežem 2. dubna 2005 vedl kongregaci kardinál Joseph Ratzinger. Jeho nástupcem se stal kardinál Levada. Ten z důvodu dovršení kanonického věku na funkci rezignoval 2. července 2012. Jeho nástupcem se stal dosavadní řezenský biskup Gerhard Ludwig Müller, kterého Benedikt XVI. zároveň povýšil do arcibiskupské hodnosti. Po uplynutí pětiletého funkčního období vystřídal Müllera 2. července 2017 arcibiskup Luis Francisco Ladaria Ferrer.

### Zvláštní tribunál
Součástí kongregace je i tzv. Nejvyšší apoštolský tribunál Kongregace pro nauku víry, jemuž je svěřeno projednávání trestných činů v níže uvedených článcích jak pro latinskou církev, tak i pro východní katolické církve. Rozsudky tohoto nejvyššího soudu, vynesené v mezích jeho kompetence, nepodléhají schválení papežem, neboť soud vykonává přenesenou papežskou pravomoc a z jeho nařízení. Papež si vyhrazuje sám, anebo prostřednictvím soudu jím jmenovaného ad hoc, soudit nejvyšší představitele států.
Nejvyšší apoštolský tribunál Kongregace pro nauku víry (dále jen „Zvláštní tribunál“) projednává dle normy čl. 52 apoštolské konstituce Pastor bonus trestné činy proti víře a závažnější trestné činy proti mravům, a taktéž – pokud je třeba – přistupuje podle předpisů obecného i vlastního práva k vyhlášení nebo udělení kanonických sankcí, a to při zachování kompetence tribunálu Apoštolské penitenciárie a bez újmy předpisů Procedury pro zkoumání nauky (viz č. 1 §1 apoštolského listu Sacramentorum sanctitatis tutela z roku 2001 a následných novelizací) (dále jen „Normy“) a norem Kodexu kanonického práva z roku 1983 a Kodexu kánonů východních církví z roku 1991; a jejich novelizací. (dále jen CIC či CCEO) / (čl. 1 §1 Normy)
V oblasti trestných činů popsaných v §1 Normy má Zvláštní tribunál právo soudit na základě papežského zmocnění kardinály, patriarchy východních církví, legáty Apoštolského stolce, biskupy a další fyzické osoby uvedené v kán. 1405 §3 °2 a 3 CIC (tj. dle čl. 2 opata primase nebo opata představeného mnišské kongregace a nejvyššího představeného řeholních institutů papežského práva, a dle čl.3 diecéze nebo jiné církevní osoby, ať fyzické nebo právnické, které po papeži nemají nižšího představeného), a uvedené v kán. 1061 CCEO (k soudům Apoštolského stolce se musí dostavit osoby, které po papeži nemají nižšího představeného, jak fyzické osoby nemajíce biskupské svěcení, tak právnické osoby, při zachování kán. 1063 §4 odst. 3 a 4.) / (čl. 1 §2 Normy)
Nejvyšší představitele států, jakými jsou hlava státu a hlava vlády, potažmo korunní princ, soudí pouze papež sám, anebo prostřednictvím soudu, který určil.

### Vyhrazené trestné činy
Vyhrazené trestné činy, o nichž (pojednává) čl. 1 §1 Normy, projednává Zvláštní tribunál podle předpisů čl. 2–31 Normy. (čl. 1 §3 Normy)
Trestné činy proti víře, uvedené v čl. 1 Normy, (týkající se pouze osob uvedených v čl. 1 §2 Normy) jsou hereze, apostaze a schisma, o nichž pojednávají ustanovení kán. 751 a 1364 CIC a kán. 1436 §1 a 1437 CCEO. (čl. 2 §1 Normy)
V případech uvedených v čl.2 §1 Normy přísluší ordináři nebo hierarchovi dle norem práva prominout samočinnou exkomunikaci, pokud nastala, a konat buď soudní proces v 1.instanci, nebo uložit trest mimosoudním rozhodnutím, při zachování práva na odvolání ke Zvláštnímu tribunálu. (čl. 2 §2 Normy)
Závažnější trestné činy proti svátosti nejvznešenější oběti Eucharistie, jejichž projednávání je vyhrazeno Zvláštnímu tribunálu, jsou:
1. Odnesení nebo ponechání si eucharistických způsob ke svatokrádežným účelům nebo jejich pohození, o nichž pojednává kán. 1367 CIC a kán. 1442 CCEO.
2. Pokus sloužit mši, o němž pojednává kán. 1378 §2 odst. 1 CIC.
3. Předstírání udělování svátostí, o němž pojednává kán. 1379 CIC a kán. 1443 CCEO.
4. Spoluslavení mše, zakázané v kán. 908 CIC a v kán. 702 CCEO, se služebníky církevních společenství nemajících apoštolskou posloupnost a neuznávajících svátostnou důstojnost kněžského svěcení, o němž pojednává kán. 1365 CIC a kán. 1440 CCEO.

(čl. 3 §1 Normy)
Zvláštnímu tribunálu je též vyhrazen trestný čin spočívající v přepodstatnění jedné látky bez druhé nebo obou se svatokrádežným účelem jak ve mši, tak mimo ni. Kdo by se dopustil tohoto trestného činu, ať je potrestán podle závažnosti zločinu, nevyjímaje propuštění z duchovního stavu nebo zbavení duchovenské hodnosti. (čl. 3 §2 Normy)
Závažnější trestné činy proti vznešenosti svátosti smíření, jejichž projednávání je vyhrazeno Zvláštnímu tribunálu, jsou:
1. Rozhřešení spoluviníka hříchu proti 6. přikázání Desatera, vyjma nebezpečí smrti, o němž pojednává kán. 1378 §1 CIC a kán. 1457 CCEO.
2. Pokus o svátostné rozhřešení nebo zakázané vyslechnutí svátostného vyznání hříchů, o němž pojednává kán. 1378 §2 odst. 2 CIC.
3. Předstírání svátostného rozhřešení, o němž pojednává kán. 1379 CIC a kán. 1443 CCEO.
4. Svádění k hříchu proti 6. přikázání Desatera při udílení nebo u příležitosti nebo pod záminkou svátosti smíření, o němž pojednává kán. 1387 CIC a kán. 1458 CCEO, pokud je zaměřeno ke hříchu se samotným zpovědníkem.
5. Přímé nebo nepřímé porušení svátostného tajemství, o němž pojednává kán. 1388 §1 CIC a kán. 1456 §1 CCEO.

(čl. 4 §1 Normy)
Při zachování předpisu čl.4 §1 č.5 Normy je Zvláštnímu tribunálu vyhrazen také závažnější trestný čin spočívající v nahrání jakýmkoli technickým prostředkem nebo ve zlovolném rozšiřování sdělovacími prostředky toho, co bylo ve skutečném nebo fiktivním svátostném vyznání řečeno zpovědníkem nebo kajícníkem. (viz Dekret Kongregace pro nauku víry o ochraně důstojnosti svátosti pokání z r. 1988, s. 1367)
Kdo by se dopustil tohoto trestného činu, ať je potrestán podle závažnosti zločinu, nevyjímaje – jde-li o duchovního – propuštění z duchovního stavu nebo zbavení duchovenské hodnosti. (čl. 4 §2 Normy)
Zvláštnímu tribunálu je vyhrazen závažnější trestný čin pokusu o svátostné svěcení ženy:
1. Při zachování kán. 1378 CIC upadají do samočinné exkomunikace vyhrazené Apoštolskému stolci jak ten, kdo se pokouší udělit svěcení, tak žena, která se je pokouší přijmout.
2. Pokud by ten, kdo se pokouší udělit svěcení ženě, nebo žena, která se je pokouší přijmout, byli katolíci podřízení CCEO, ať jsou při zachování kán. 1443 CCEO potrestáni velkou exkomunikací, jejíž prominutí je též vyhrazenou Apoštolskému stolci.
3. Pokud by viník byl duchovním, může být potrestán propuštěním z duchovního stavu nebo zbavením duchovenské hodnosti.

(čl. 5 Normy a Všeobecně závazné nařízení Kongregace pro nauku víry o trestném činu pokusu o svěcení ženy (19. 12. 2007). In AAS 100 (2008), s. 403.)
Závažnější trestné činy proti mravům, jejichž projednávání je vyhrazeno Zvláštnímu tribunálu, jsou:
1. Trestný čin proti 6. přikázání Desatera spáchaný klerikem s nezletilou osobou mladší 18 let; pro účely tohoto předpisu je nezletilým postavena na roveň osoba, která trvale nemá úplné užívání rozumu.
2. Získávání, držení nebo rozšiřování pornografických obrazových materiálů osob mladších 18 let spáchané duchovním k nemravným účelům, a to jakýmkoli způsobem a jakýmkoli technickým prostředkem.

(čl. 6 §1 Normy)
Duchovní, který by spáchal trestné činy popsané v čl. 6 §1 Normy ať je potrestán podle závažnosti zločinu, nevyjímaje propuštění z duchovního stavu nebo zbavení duchovenské hodnosti. (čl. 6 §2 Normy)
Při zachování práva, aby Zvláštní tribunál v jednotlivém případě derogoval toto ustanovení, se obžaloba u trestných činů vyhrazených Zvláštnímu tribunálu promlčuje po uplynutí 20 let. (čl. 7 §1 Normy)
Promlčecí doba běží podle předpisu kán. 1362 §2 CIC a kán. 1152 §3 CCEO.
Mimo tyto Normy Zvláštnímu tribunálu přísluší rovněž soudit další zločiny popsané v CIC a CCEO, a také dle zvláštního zákona, upravujícího období sedisvakance Apoštolského stolce, kterými jsou:
I. Konsekrace biskupa bez papežského pověření. (kán. 1382 CIC)
1. Při zachování kán. 1378 CIC upadají do samočinné exkomunikace vyhrazené Apoštolskému stolci jak světitel, tak svěcenec.
2. Pokud by ten, kdo uděluje svěcení, nebo ten, který svěcení přijímá, byli katolíci podřízení CCEO, ať jsou při zachování kán. 1443 CCEO potrestáni velkou exkomunikací, jejíž prominutí je též vyhrazenou Apoštolskému stolci.

II. Fyzické napadení papeže (kán. 1370 §1 CIC)
Pachatel upadá do samočinné exkomunikace vyhrazené Apoštolskému stolci, a je-li duchovním, může mu být podle závažnosti zločinu uložen další trest včetně propuštění z duchovního stavu.
III. Vyzrazení tajemství v souvislosti s konkláve. (Apoštolská konstituce Universi Dominici Gregis z r. 1996, včetně novelizací v r. 2007 a 2013)
Do trestu samočinné exkomunikace vyhrazené Apoštolskému stolci upadají:
1. Kardinálové, (před volbou i při ní, ať voliči či nevoliči, účastnící se generálních kongregací, tak i po konkláve,) kteří jakýmkoliv způsobem poruší přísahu a vyzradí tajemství, pokud neobdrží zvláštní a výslovné papežské zmocnění.
2. Osoby pověřené zvláštními úkoly při konkláve (tj. sekretář kardinálského kolegia, který funguje jako sekretář konkláve, hlavní papežský ceremonář s 8 dalšími ceremonáři, 2 řeholnice, odpovídající za papežskou sakristii a jeden duchovní, vybraný kardinálem děkanem nebo kardinálem, který ho zastupuje, aby jim pomáhal. Dále několik řeholníků různých jazyků kvůli svátosti smíření, jakož i 2 lékaři s ohledem na eventuální případy. Dále také osoby mající na starost jídlo a úklid. A další technický personál, jehož je zapotřebí.), kteří poruší přísahu, kterou skládají do rukou kardinála camerlenga.
3. Osoby, které se dopustí simonie (svatokupectví) při volbě papeže. Taková volba je nadto ipso iure nulitní.
4. Osoby, včetně kardinálů, které bez papežského schválení vedou nějaká jednání, anebo na soukromých schůzkách činí nějaké volební sliby nebo zaujímají v tomto ohledu rozhodnutí.
5. Osoby, včetně kardinálů, které pod jakoukoli záminkou od jakékoli občanské autority přijmou pověření navrhnout veto, či tzv. výlučnost, a to i ve formě prostého přání, nebo to vyjevil jak uvnitř společně shromážděného kolegia kardinálů voličů, tak jednotlivým kardinálům, a to jak psanou formou, tak ústně, přímo či nepřímo, anebo prostřednictvím jiných prostředků, ať už před začátkem volby nebo v jejím průběhu.
Tento zákaz se rozšiřuje na všechna možná vměšování, opozice a přání, jimiž by světské autority jakéhokoli řádu a stupně, anebo jakákoli lidská skupina či jednotlivci chtěli zasáhnout do volby papeže.
6. Kardinálové voliči, kteří uzavřou jakékoli formy paktů, dohod, slibů či jiných závazků jakéhokoli druhu, jež by je mohly nutit, aby jednomu či některým dali či upřeli svůj hlas.
Takový závazek je ipso iure nulitní a nikdo jím není vázán. Výměna názorů týkající se volby během sedisvakance však zůstává zachována.
7. Kardinálové, kteří před volbou uzavřou společné dohody, zavazujíc se, že je uskuteční v případě, že jeden z nich bude zvolen papežem.

Tyto sliby jsou ipso iure nulitní.